# Deparia vegetior
Deparia vegetior är en majbräkenväxtart som först beskrevs av Masao Kitagawa, och fick sitt nu gällande namn av Xian Chun Zhang. Deparia vegetior ingår i släktet Deparia och familjen Athyriaceae. Inga underarter finns listade.